# Kapelica (żupania bielowarsko-bilogorska)
Kapelica – wieś w Chorwacji, w żupanii bielowarsko-bilogorskiej, w mieście Garešnica. W 2011 roku liczyła 546 mieszkańców.